# Victoria Roshchyna
Victoria Volodymyrivna Roshchyna (Zaporiyia, Ucrania, 6 de octubre de 1996-Rusia, 19 de septiembre de 2024) fue una periodista ucraniana conocida por informar sobre la invasión rusa de Ucrania y el sitio de Mariúpol. Desapareció en agosto de 2023 y, en octubre de 2024, se confirmó que había muerto bajo detención rusa. 

## Trayectoria profesional
Trabajó como periodista independiente para Ukrainska Pravda, Radio Free Europe y el medio en línea ucraniano Hromadské. Escribió sobre el día a día en las zonas de Ucrania ocupadas por Rusia, especialmente Crimea, y sobre el sitio de Mariúpol. Fue detenida por el ejército ruso en Vasilivka en marzo de 2022, pero logró escapar después de esconderse en un sótano durante toda una noche.
A principios de marzo de 2022, su coche fue atacado por tanques rusos. Escapó junto a su chofer, pero le robaron su ordenador y su cámara. El 11 de marzo, fue detenida en Berdiansk por el Servicio Federal de Seguridad Ruso durante diez días. No obstante, fue liberada después de grabar un vídeo en el que afirmaba que las fuerzas rusas le habían salvado la vida. Escribió un artículo sobre su cautiverio para Hromadské. Más tarde, ese mismo año, la International Women's Media Foundation (IWMF) le otorgó el Premio al Coraje en el Periodismo, pero no asistió a la ceremonia de entrega de premios para poder centrarse en su trabajo periodístico.

## Desaparición y muerte
En julio de 2023, se trasladó al este de Ucrania ocupado por Rusia para informar sobre la crisis en la central nuclear de Zaporiyia y la destrucción de la presa de Kajovka. Para adentrarse en el territorio, planeaba cruzar Polonia y Rusia. El 3 de agosto de 2023, su familia supo de ella por última vez cuando les comunicó que había pasado los controles fronterizos. Su familia hizo pública la desaparición el 4 de octubre de 2023, a través de informes en The Daily Beast y Ukrainska Pravda.
A mediados de abril de 2024, su padre recibió una carta del gobierno ruso fechada el 17 de abril de 2024, con la confirmación de que sse encontraba detenida.
La IWMF calificó su detención de «injusta» y la Unión Europea la calificó de «ilegal» y «arbitraria». La activista por los derechos humanos Svetlana Gánnushkina anunció que había escrito a Tatiana Moskalkova, entonces Comisionada de Derechos Humanos en Rusia, para solicitar información actualizada sobre el estado de Roshchyna. Sevgil Musayeva, su editora en Ukrainska Pravda, y la Unión Nacional de Periodistas de Ucrania, pidieron su liberación inmediata.
Su muerte fue anunciada el 10 de octubre de 2024 por Petro Yatsenko, del Cuartel General de Coordinación para el Tratamiento de los Prisioneros de Guerra. En una carta a su familia, funcionarios rusos dijeron que había muerto el 19 de septiembre. Se desconoce la causa de su muerte. La organización de noticias rusa Mediazona informó que estaba en proceso de ser trasladada a Moscú en el momento de su muerte. Según la Dirección Principal de Inteligencia de Ucrania, estaba en una lista de intercambio de prisioneros y estaba detenida en la ciudad rusa de Taganrog. La ONG ucraniana «Iniciativa Mediática para los Derechos Humanos» también informó de que se encontraba detenida en la colonia penal número 77 en Berdiansk antes de ser trasladada al centro de detención preventiva número 2 en Taganrog. Ambos centros han sido acusados de torturar a presos.
Reporteros Sin Fronteras, la IWMF, la Unión Europea, y el Comité para la Protección de los Periodistas pidieron una investigación sobre su muerte y detención. El 11 de octubre, el gobierno ucraniano anunció que trataría su desaparición como un asesinato y un crimen de guerra.